# Камай, Израиль Лазаревич
Израиль Лазаревич Камай (17 марта 1916, Ляды, Горецкий уезд, Могилёвская губерния, Российская империя — 5 мая 2002, Северодвинск, Архангельская область, Россия) — советский конструктор-судостроитель, руководитель стапельно-сдаточного производства «Северного машиностроительного предприятия», кавалер двух орденов Ленина и ордена Трудового Красного Знамени лауреат Ленинской премии, Почетный гражданин города Северодвинска.

## Биография
Израиль Камай родился 17 марта 1916 года в местечке Ляды в Могилёвской губернии.
В 1941 году он успешно окончил Ленинградский кораблестроительный институт (ныне Санкт-Петербургский государственный морской технический университет) по специальности «Судостроение и судоремонт». После учёбы был направлен на завод № 402 (ОАО «ПО „Северное машиностроительное предприятие“») в городе Молотовске (ныне — Северодвинске).
Сперва работал рядовым конструктором, затем помощником строителя, старшим инженером, начальником планового бюро, старшим инженером, заместителем начальника и начальником цеха № 50 и, наконец, Израиль Лазаревич Камай был назначен руководителем стапельно-сдаточного производства предприятия.
Во время Великой Отечественной войны завод № 402 обеспечивал ремонт и обслуживание судов осуществлявших поставку оружия, топлива, продовольствия и другого стратегического сырья Советскому Союзу в рамках государственной программы Ленд-лиз.
Под руководством И. Л. Камая цехом и производством было построено большинство АПЛ 1, 2 и 3 поколений.
В 1980 году Камай вышел на пенсию в возрасте 64-х лет, хотя мог это сделать значительно раньше, но не оставлял производство, пока хватало сил.
За время работы Камай неоднократно отмечался правительственными наградами: кавалер двух орденов Ленина, ордена Трудового Красного Знамени и медали «За трудовою доблесть», Ленинской премии. В 1995 году он был удостоен звания Почетный гражданин города Северодвинска.
Израиль Лазаревич Камай умер 5 мая 2002 года в Северодвинске и был похоронен на местном кладбище.
5 мая 2003 года, в память о кораблестроителе, была установлена мемориальная доска с текстом: «В этом доме с 1961 года по 2002 год жил Камай Израиль Лазаревич, Почетный гражданин города Северодвинска, лауреат Ленинской премии, Почетный ветеран Севмашпредприятия» (Северодвинск, улица Советская, дом № 52). Тогдашний мэр Северодвинска Александр Беляев сказал на открытии следующие слова:
«Отныне память об этом выдающемся человеке будет жива до тех пор, пока стоит наш город, а это значит — вечно».